# Aibol Äbiken
Aibol Jerbolatuly Äbiken (kasachisch Айбол Ерболатұлы Әбікен Aibol Erbolatūly Äbıken, russisch Айбол Ерболатулы Абикен Ajbol Jerbolatuly Abiken; * 1. Juni 1996 in Almaty, Kasachstan) ist ein kasachischer Fußballspieler.

## Karriere

### Verein
Äbiken begann das Fußballspielen beim FK Qairat Almaty. Ab 2016 spielte er in der U-21-Mannschaft des Vereins. Seit 2017 steht Äbiken auch im Kader in der Profimannschaft von Qairat. In der Saison 2017 kam er auf vier Einsätze in der kasachischen Premjer-Liga, der höchsten Spielklasse des Landes. Sein Debüt gab er am 29. April beim 4:1-Heimsieg gegen Aqschajyq Oral. Sein erstes Premjer-Liga-Tor erzielte er am vorletzten Spieltag beim 2:0-Auswärtssieg gegen den FK Astana. Zugleich stand Äbiken auch im Aufgebot des FK Qairat A, der zweiten Mannschaft des Vereins, die in der Ersten Liga spielt. Hier stand er insgesamt 16 Mal auf dem Platz, wobei er drei Tore erzielte. In der nachfolgenden Saison 2018 absolvierte er zehn Spiele für die erste Mannschaft und vier Spiele für Qairat A. Seit der Saison 2019 gehört er zum Stammaufgebot von Qairat. Von 33 Ligaspielen kam er in dieser Spielzeit auf insgesamt 28 Einsätze, in denen er vier Tore erzielen konnte. Nach vier Spielzeiten im Verein wurde er 2022, als er auch kurz zu FK Aksu verliehen war, aufgrund von Dopingvergehen gesperrt.

### Nationalmannschaft
Äbiken gab sein Debüt in einer internationalen Auswahl Kasachstans bei der Qualifikation zur U-21-Fußball-Europameisterschaft 2019. Seinen ersten Einsatz hatte er am 28. März 2017 beim 3:0-Sieg gegen die luxemburgische U-21-Nationalmannschaft. Insgesamt absolvierte er sechs Spiele für die kasachische U-21-Auswahl. Im September 2018 stand er im Freundschaftsspiel gegen Georgien zum ersten Mal im Aufgebot der A-Nationalmannschaft, kam jedoch nicht zum Einsatz. Seinen Einstand gab er dann am 9. September 2019 bei der 1:0-Niederlage gegen Russland.

## Erfolge
FK Qairat Almaty
- Kasachischer Meister: 2020
- Kasachischer Pokalsieger: 2017, 2018